# Dyirbalaanse talen
De Dyirbalaanse talen zijn een kleine subgroep binnen de Pama-Nyungaanse talen. Ze omvatten naast het Dyirbal waar de groep naar is vernoemd het Ngawaygi en het Warrgamay. De Dyirbalaanse talen worden gesproken in Queensland. 